# Yukio Endo
Yukio Endo (em japonês: 遠藤幸雄), (18 de janeiro de 1937 em Akita, Akita-ken) foi um ginasta japonês, competidor em provas de ginástica artística, campeão mundial e olímpico.
Entre suas conquistas olímpicas, estão o tri-campeonato por equipes (1960 a 1968) e o individual geral, conquistado em Tóquio, sua segunda participação em Olimpíadas. Com um total de sete medalhas em Jogos, Endo é considerado um dos maiores nomes da ginástica japonesa. Em campeonatos mundias, na edição de 1962, Yukio conquistou seis medalhas individuais, entre elas a de ouro na prova do solo, além da conquista por equipes. Já na edição de 1966, foram duas individuais e o bicampeonato por equipes.
Endo é ainda tetra-campeão japonês do concurso geral, recebeu a Medalha do Imperador em 1996 e entrou para o International Gymnastics Hall of Fame no ano de 1999.

## Carreira
Yukio nasceu em uma família de farmacêuticos japoneses, ao norte do país. Quando o menino tinha quatro anos, sua mãe faleceu por motivos de doença. Em seguida, Endo entrou para a escola elementar na mesma cidade, onde estudou no primário e no secundário. Inspirado por seu professor, Yukio tomou a ginástica como esporte durante seu segundo ano na escola. Nas Olimpíadas de Helsínquia, Takashi Ono ranqueou-se na quinta colocação por equipes e isso inspirou Yukio a continuar no desporto. Na Univeridade em que estudara, a Universidade de Tóquio, Endo fora treinado pelo técnico Akimoto Kaneko, dito lendário no Japão. Participando de várias competições univeritárias, seu posto mais alto fora a quinta colocação no individual geral. Em 1960, quando era um instrutor assistente na Universidade de Nihon, aos 23 anos, Endo foi convocado para integrar o time japonês nas Olimpíadas de Roma, que conquistou a medalha de ouro por equipes Masao Takemoto, Takashi Ono, Nobuyuki Aihara, Shuji Tsurumi e Takashi Mitsukuri. Além do primeiro lugar, Yukio ainda ficou com a quarta posição na barra fixa, a quinta no salto e a quinta no concurso geral.
No Campeonato Mundial de 1962, em Praga, Endo estivera presente em sete das oito finais e em todas obteve medalhas. A primeira delas, por equipes, foi de ouro. No concurso geral, prata ao não superar a nota do soviético Yuri Titov. Nas finais individuais por aparelhos, Yukio ficou com o ouro no solo - empatado com o compatriota Aihara Nobuyuki -, a prata nas argolas, o bronze no salto, o bronze nas barras paralelas e a prata na barra fixa.
Ainda que tenha tido um bom desempenho como estreante em campeonatos mundiais, foi na edição seguinte das Olimpíadas e no Campeontao Japonês, que Endo vivenciou a melhor fase de sua carreira. Competindo em Tóquio – 1964, venceu o individual geral, a disputa por equipes e a final das barras paralelas. Além dessas primeiras colocações, ainda conquistou a medalha de prata nos exercícios de solo. Já no Campeonato Nacional, o atleta a primeira colocação em quase todos os aparelhos, ficando com a prata apenas nas argolas.
No ano seguinte, também no Campeonato Japonês, o ginasta conquistou outra medalha de ouro no concurso geral. Em 1966, no Mundial de Dortmund, o Japão ganhara mais uma medalha de ouro na disputa por equipes. Individualmente, Yukio conquistava a prata no solo e na barra fixa. No Pré-Olímpico de 1967, Yiuko classificou-se para mais uma Olimpíada com a terceira colocação geral. Nos Jogos Olímpicos do México, em sua última participação, o ginasta conquistou mais uma medalha de ouro por equipes – ao lado de Takeshi Kato, Akinori Nakayama, Sawao Kato, Mitsuo Tsukahara e Eizo Kenmotsu - e a prata no cavalo com alças.
Após a aposentadoria do esporte, Yukio dedicou-se ao treinamento de jovens aspirantes a ginastas, na Universidade de Nihon, em Tóquio, como professor de educação física. Após sua retirada da Universidade, o ex-ginasta foi o vice-presidente da Associação Japonesa de Ginástica e conselheiro do Comitê Olímpico Japonês até o ano de 2008. Em 25 de março de 2009, aos 72 anos de idade, Yukio Endo faleceu em decorrêcia de um câncer no esôfago.

## Principais resultados
| Ano  | Evento                                    | AA                | Equipe          | Solo             | Cavalo com alças | Argolas          | Salto sobre o cavalo | Barras paralelas  | Barra fixa       |
| ---- | ----------------------------------------- | ----------------- | --------------- | ---------------- | ---------------- | ---------------- | -------------------- | ----------------- | ---------------- |
| 1960 | Jogos Olímpicos                           | 5º                | Medalha de ouro |                  |                  |                  |                      |                   |                  |
| 1961 | Campeonato AAU                            | Medalha de prata  |                 | Medalha de prata |                  | Medalha de prata | Medalha de prata     |                   |                  |
| 1961 | Estados Unidos vs. Japão                  | Medalha de prata  | Medalha de ouro |                  |                  |                  |                      |                   |                  |
| 1962 | Alemanha vs. Japão                        | Medalha de ouro   | Medalha de ouro |                  | Medalha de ouro  | Medalha de ouro  |                      |                   |                  |
| 1962 | Itália vs. Japão                          | Medalha de prata  | Medalha de ouro | Medalha de ouro  | Medalha de ouro  |                  |                      |                   |                  |
| 1962 | Campeonato Mundial de Ginástica Artística | Medalha de prata  | Medalha de ouro | Medalha de ouro  |                  | Medalha de prata | Medalha de bronze    | Medalha de bronze | Medalha de ouro  |
| 1963 | Copa NHK                                  | Medalha de ouro   |                 |                  |                  |                  |                      |                   |                  |
| 1964 | Campeonato Japonês                        | Medalha de ouro   |                 | Medalha de ouro  | Medalha de ouro  | Medalha de prata | Medalha de ouro      | Medalha de ouro   | Medalha de ouro  |
| 1965 | Campeonato Japonês                        | Medalha de ouro   |                 |                  |                  |                  |                      |                   |                  |
| 1966 | Campeonato Mundial de Ginástica Artística |                   | Medalha de ouro | Medalha de prata |                  |                  |                      |                   | Medalha de prata |
| 1967 | Pré-Olímpico                              | Medalha de bronze |                 |                  |                  |                  |                      |                   |                  |
| 1968 | Jogos Olímpicos                           |                   | Medalha de ouro |                  |                  | Medalha de prata |                      |                   |                  |